# Ichthyodes xanthosticta
Ichthyodes xanthosticta là một loài bọ cánh cứng trong họ Cerambycidae.